# Daleiden
Daleiden ist eine Ortsgemeinde im Eifelkreis Bitburg-Prüm in Rheinland-Pfalz. Sie gehört der Verbandsgemeinde Arzfeld an. Daleiden ist ein staatlich anerkannter Erholungsort und gemäß Landesplanung als Grundzentrum ausgewiesen.

## Geographie
Daleiden liegt im Islek in unmittelbarer Nähe (6,6 km) zur luxemburgischen Grenze.
Der höchste Punkt befindet sich auf der hohen Hardt (505 m).
Zur Gemeinde gehören auch die Wohnplätze Bermichthof, Burtdell, Feder, Kalenbornerhof, Laarberg, Neuhof, Schwabert und Zinglersseif sowie die Weiler Bommert, Falkenauel, Zingent und Vor der Höh.

## Geschichte
Die Geschichte Daleidens reicht bis weit ins frühe Mittelalter zurück.
Pfarrer Michael Bormann grub in den Jahren 1827 bis 1829 auf dem Flurstück „Auf der alten Kirche“, heute Bommert, einen Bau aus spätrömischer Zeit aus, der vermutlich während der Normannenstürme im 6. Jahrhundert verbrannte.
Vom 6. bis 10. Jahrhundert, während der Frankenzeit, gehörte Daleiden zur Abtei Prüm. Eine erste urkundliche Erwähnung erfolgte in deren Liber Aureas im Jahr 1060. Im Prümer Urbar von 1222 wurde Daleiden bereits als Urpfarrei, die bis Großkampenberg reichte und als Gerichtsstand, benannt.
Durch eine Schenkung des Klosters Prüm im Jahr 1248 gehörten die Pfarrei und der Oberhof Daleiden dem Grafen von Vianden. Dieser übergab sie zur Obhut an den dort ansässigen Trinitarierorden, welcher die Geschicke der Pfarrei bis 1794 verwaltete. Der Oberhofmeyer, der seinen Sitz in Daleiden hatte, vertrat die Interessen der Herrschaft Dasburg, die dem Grafen von Vianden (Teil des Herzogtums Luxemburg) unterstand und war gleichzeitig Gerichtsherr.
Ab 1331 gehörten zur Mutterpfarrei und der Meierei Daleiden die Orte Reipeldingen, Dahnen, Dasburg, Preischeid, Affler, Eisenbach und der Teil Irrhausens, der rechts der Irsen liegt. Nach dem Ausbruch der Pest 1636 waren von den 36 Häusern nur noch 13 bewohnt. An die vielen Verstorbenen erinnern mehrere Pestkreuze aus dieser Zeit.
Als die Gegend 1794 nach der Annexion der Österreichischen Niederlande, zu denen das Herzogtum Luxemburg gehörte, durch französische Revolutionstruppen besetzt wurde, wurde die Gemeinde Daleiden 1795 dem Kanton Arzfeld im Departement der Wälder zugewiesen. Es entstand großer Widerstand in der Bevölkerung, welcher in der Klöppelsschlacht bei Arzfeld am 30. Oktober 1798 endete. Mit Mistgabeln, Sensen und Dreschflegeln zogen Bauern aus der Gegend dem französischen Heer nach Arzfeld entgegen und erlitten eine schmerzliche Niederlage. Vier Daleidener mussten dabei ihr Leben lassen.
Aufgrund der Beschlüsse auf dem Wiener Kongress wurde 1815 das vormals luxemburgische Gebiet östlich der Sauer und der Our dem Königreich Preußen zugesprochen. Unter der preußischen Verwaltung kam Daleiden 1816 zum neu errichteten Kreis Prüm im Regierungsbezirk Trier und wurde Sitz der Bürgermeisterei Daleiden, die bis 1971 Bestand hatte. 1843 bestand Daleiden aus 106 Häusern mit 645 Einwohnern. Alle Einwohner waren katholisch.
Auf Bestreben von Pfarrer Bungarten siedelte sich 1910 der Orden der Dominikanerinnen vom Arenberg in Daleiden an, um die kaum vorhandene medizinische Versorgung auf dem Land zu sichern. Die Schwestern unterhielten ein Krankenhaus mit Entbindungsstation, das im Rahmen der Krankenhausreform 1967 aufgelöst wurde. Im Zweiten Weltkrieg wurde der Ort evakuiert und durch Kampfhandlungen stark zerstört. Das Kloster mit Krankenhaus wurde am 26. Januar 1945 durch einen Volltreffer zertrümmert. Da es zu dieser Zeit als Lazarett diente, fanden über 20 Menschen den Tod. Unmittelbar nach dem Krieg begann der Wiederaufbau.
Die Gemeinde Daleiden wurde 1982 in dem vom Land ausgerufenen Wettbewerb „Unser Dorf soll schöner werden“ zum schönsten Dorf von Rheinland-Pfalz gewählt.
Bevölkerungsentwicklung
Die Entwicklung der Einwohnerzahl von Daleiden, die Werte von 1871 bis 1987 beruhen auf Volkszählungen:
| Jahr | Einwohner |
| ---- | --------- |
| 1815 | 464       |
| 1835 | 764       |
| 1871 | 830       |
| 1905 | 744       |
| 1939 | 761       |
| 1950 | 731       |
| 1961 | 700       |

| Jahr | Einwohner |
| ---- | --------- |
| 1970 | 688       |
| 1987 | 803       |
| 1997 | 908       |
| 2005 | 917       |
| 2011 | 850       |
| 2017 | 850       |

## Politik

### Bürgermeister
Herbert Maus (FWL) ist Ortsbürgermeister von Daleiden. Bei den Direktwahlen 2019 und 2024 wurde er in seinem Amt bestätigt.
Der Vorgänger von Maus, Walter Reichert (CDU), hatte das Amt seit 1999 ausgeübt.

### Wappen
| Wappen von Daleiden | Blasonierung: „In neunmal von Silber und Blau geteiltem Schilde, belegt mit golden gekröntem, doppelschweifigem, rotem Löwen ein silberner Schildfuß mit schräg liegendem, rotem Bischofsstab mit Krümme nach unten, über silbernen Wellen.“ |
| Wappen von Daleiden | Wappenbegründung: Die ehemalige Landherrschaft über Daleiden war das Herzogtum Luxemburg, deshalb dessen Wappen hier im Schilde. Der Schildfuß zeigt ein Attribut des Pfarrpatrons, St. Willibrordus (Quelle unter einem Stab). Das Wappen wurde vom Unkeler Bürgermeister a. D. Decku entworfen. Der Ortsgemeinde Daleiden wurde am 4. Oktober 1967 die Genehmigung zur Führung eines Gemeindewappens durch das Ministerium des Inneren von Rheinland-Pfalz erteilt. |

## Sehenswürdigkeiten

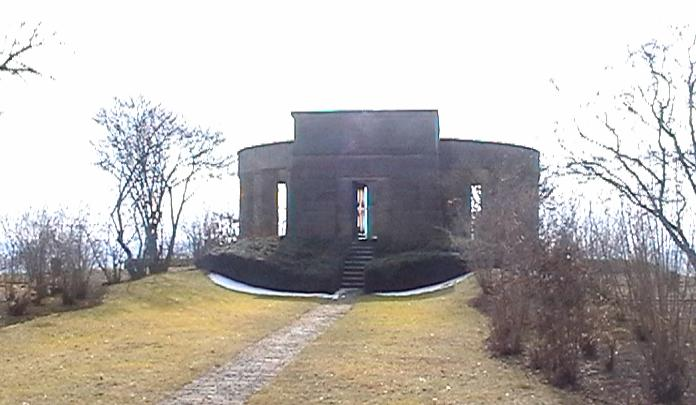
Außenansicht des Friedhofdenkmals

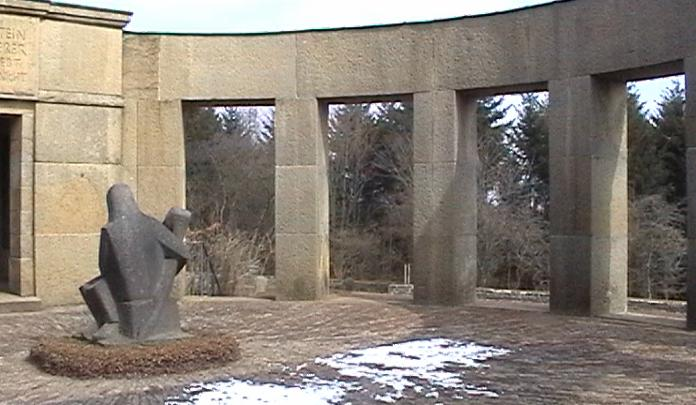
Innenansicht des Friedhofdenkmals

- Aufgrund der Landschaft und vieler Wanderwege ist Daleiden bei den Touristen, besonders der älteren Generation, sehr beliebt.
- Naturschutzgebiet „Tal der 1000 Schmetterlinge“.
- Im Haus ISLEK, einem umgebauten typischen Eifeler Quereinhaus, werden mit Hilfe eines mittels Beamer angestrahlten 3D-Geländemodells der Region historische, geologische und geografische Informationen dargestellt. Das im Innenbereich restaurierte Haus beherbergt auch eine kleine Bibliothek und ein kleines Museum. Das Haus ist nach Absprache mit dem Bürgermeister geöffnet.
- Am Rande Daleidens befindet sich der Ehrenfriedhof Daleiden für über 3000 im Zweiten Weltkrieg gefallene Soldaten. Er ist der größte Friedhof dieser Art in Rheinland-Pfalz. Von dort kann man das ganze Dorf überblicken.
- Die Pfarrkirche St. Matthäus mit Turm von 1331. Am Kirchplatz: Pestkreuz (1623) und Trinitarierkreuz.
- Am alten Friedhof: Grabmal des Pfarrers Michael Bormann (1795–1860), Autor der ersten Geschichte des Klöppelkrieges.[4]
- Die Willbrorduskapelle (18. Jh.) mit nahegelegener Quelle wird mit dem Heiligen Willibrord in Verbindung gebracht wegen angeblicher Heilkraft gegen eine „Wildes Feuer“ genannte Hauterkrankung
- Die Aloysiuskapelle

Siehe auch: Liste der Kulturdenkmäler in Daleiden

## Naturschutz
- Am 24. Juli 1987 wurde das Naturschutzgebiet „Ginsterheiden im Irsental bei Daleiden“ mit der Nummer NSG-7232-003 ausgewiesen.[11]

Siehe auch: Liste der Naturschutzgebiete im Eifelkreis Bitburg-Prüm

## In Daleiden geboren
- Alwin Michael Schronen (* 1965), Komponist